# ماثيو باتريك
ماثيو باتريك (بالإنجليزية: Matthew Patrick) هو سياسي أمريكي، ولد في 1 أبريل 1952 في الولايات المتحدة. حزبياً، نشط في الحزب الديمقراطي. وقد انتخب عضو مجلس نواب ماساتشوستس.

## روابط خارجية
- ماثيو باتريك على موقع IMDb (الإنجليزية)
- ماثيو باتريك على موقع قاعدة بيانات الفيلم (الإنجليزية)